# Patricia, un voyage pour l'amour
Pour plus de détails, voir Fiche technique et Distribution.
Patricia, un voyage pour l'amour (Titre original : Patrizia) est un film érotique austro-espagnol réalisé par Hubert Frank sorti en 1981.

## Synopsis
Fille d'un milliardaire, Patricia tombe amoureuse d'un professeur de tennis. Son père qui ne voit pas cela d'un très bon œil, décide d'envoyer un jeune homme à sa poursuite afin de la ramener dans le droit chemin.

## Fiche technique
- Titre original : Patrizia
- Titre français : Patricia, un voyage pour l'amour
- Réalisation : Hubert Frank
- Scénario : Hubert Frank, Ricard Reguant
- Directeur de la photographie : Franz Xaver Lederle
- Musique : Roland Kovac
- Montage : Hubert Frank
- Genre : Érotique
- Durée : 1h21 minutes
- Date de sortie :  France : 10 août 1983
- Film interdit aux moins de 16 ans lors de sa sortie en France

## Distribution
- Anne Parillaud : Patricia Cook
- Sascha Hehn : Harry Miller
- José Luis de Vilallonga : Lord James Cook
- José Antonio Ceinos : Jack Hillary
- Brigitte Stein : la cousine de Patricia
- Roland Kovac : Lester
- Eva Lyberten : Hetty
- Maria Rey : Elvira
- Jennifer Jones : Scheherezade
- Antonio Molino Rojo : Sam
- Carlos Martos : Oliver